# Listă de filme fantastice românești
Aceasta este o listă de filme românești  care conțin elemente mistice, fantastice, științifico-fantastice și/sau de basm. 
| Film                                    | Anul lansării | Despre |
| --------------------------------------- | ------------- | --- |
| Cetatea Fermecată                       | 1945          | Fiind bazat pe povestea "Ocheșel și Balaior" de Marin Iorda, este povestea a doi frați care pornesc în căutarea Cetății Fermecate. Film neterminat. |
| Blanca                                  | 1955          | regia Mihai Iacob, Constantin Neagu, cu Iurie Darie, Silvia Popovici; film de scurt-metraj |
| S-a furat o bombă                       | 1961          | Primul lung-metraj al lui Ion Popescu-Gopo reprezinta povestea unui om de rând care ajunge în posesia a ceea ce pare a fi o bomba nucleară. Acesta încearcă să-și continue viata, fiind amenințat de gangsterii care vor sa-i ia valiza cu bomba. Partea științifico-fantastică este reprezentată de mașinăria care funcționează cu un creier uman, precum și de sfârșitul neașteptat. Film fără dialog. |
| Pași spre lună                          | 1963          | Un personaj fără nume dintr-un aparent viitor este teleportat în Epoca de Piatră, de unde v-a fi martor al evoluției omenirii pe o cale amuzantă. |
| Faust XX                                | 1964          | Un savant încearcă să facă schimb de creier cu un tânăr. |
| De-aș fi Harap Alb                      | 1965          | |
| De Trei Ori București                   | 1967          | |
| Tinerețe fără bătrânețe                 | 1969          | Ecranizare a unui basm de Petre Ispirescu. |
| Păcală                                  | 1971          | |
| Veronica                                | 1971          | O fetiță orfană fuge în pădure după păpușa vorbitoare primită de ziua acesteia unde va găsi o lume de basm. |
| Veronica se întoarce                    | 1973          | Continuarea aventurilor din filmul de dinainte. |
| Comedie fantastică                      | 1975          | Un robot este trimis pe Pământ pentru a descoperi noi forme de energie. Povestea sa se îmbină cu cea a unui profesor român care a făcut o rachetă spațială și a creat un om în spațiu. |
| Elixirul tinereții                      | 1975          | |
| Hyperion                                | 1975          | Cinemagia: "Hyperion, o dramă modernă, scrisă de Mihnea Gheorghiu, cu ecouri livrești din Eminescu și Verlaine, cu ecouri cinematografice din Alain Resnais. Sub aparențe de science fiction, o dramă sufletească, povestea unei femei (în rol: Adela Mărculescu) care își privește propriul eșec afectiv, la ora unui lucid dialog interior". Călin Căliman, 2000 ("Istoria filmului românesc"). Tot ce are sunt doar ecouri din vremuri din fericire apuse. Drama se desfășoară lent și nu are o bază solidă de fapte sau de scenariu. Sfârșitul ca și începutul filmului sunt nebuloase. |
| Povestea dragostei                      | 1977          | Adaptare cinematografica a basmului "Povestea porcului" de Ion Creangă care înlocuiește elementele de basm cu elemente științifico-fantastice. |
| Efectul razelor gamma asupra anemonelor | 1977          | Bazat pe sceneta americanului Paul Zindel. |
| Dumbrava minunată                       | 1980          | După o povestire de Mihail Sadoveanu |
| Maria Mirabela                          | 1981          | co-producție |
| Moara lui Călifar                       | 1981          | După o nuvela omonimă a lui Gala Galaction. |
| Galax, omul păpușă                      | 1984          | Cinemagia: Unul dintre proiectele desfășurate în cadrul Universității Politehnice București are drept scop construirea unul robot. Acesta primește numele de Galax. Lucrurile vor lua însă o turnură neașteptată după ce conducerea Universității va decide dezmembrarea lui Galax, considerând că se cheltuiesc prea mulți bani pentru o jucărie, chiar dacă era vorba despre una vorbitoare și dotată cu inteligență artificială. |
| Rămășagul                               | 1985          | |
| Maria Mirabela în Tranzistoria          | 1989          | |
| Coroana de foc                          | 1990          | Într-un sanctuar se află o sabie păzita de Timp, care poate fi luata doar de cel vrednic. Stăpânul unei cetăți fortificate cere uciderea unuia dintre cei doi fii gemeni pe care îi născuse regina. Copilul este salvat de cel care trebuia să-l ucidă și este crescut și educat de acesta. La maturitate, fiul alungat revine pentru a-și cere drepturile asupra coroanei și își ucide fratele geamăn. |
| De-aș fi Peter Pan                      | 1991          | Se bazează vag pe povestirea Peter Pan de J. M. Barrie și titlul parafrazează pelicula De-aș fi... Harap Alb |
| Domnișoara Christina                    | 1992          | Bazat pe romanul lui Mircea Eliade |
| Această lehamite                        | 1994          | |
| Dănilă Prepeleac                        | 1996          | |
| Șarpele                                 | 1996          | Cinemagia: Sergiu Andronic, care este noaptea bărbat și ziua reptilă, își caută perechea de-a lungul secolelor, de-a lungul stadiilor existentei sale, șarpele simbolizând fecunditatea. Conflictul debutează în momentul reîntâlnirii bărbatului cu ființa capabilă să-i îndeplinească aspirațiile. Unirea lui Andronic cu Dorina nu se împlinește nici de această dată; numai eliberați de prezentul profan, grevat de prejudecați și de pofte înăbușite, cei doi tineri - cele doua jumătăți - vor alcătui cuplul primordial și vor trăi iubirea ideală.                                 |
| Eu sunt Adam!                           | 1996          | |
| Vlad Nemuritorul                        | 2002          | |
| Păcală se întoarce                      | 2006          | |
| Domnișoara Christina                    | 2013          | Bazat pe romanul lui Mircea Eliade. |
| Ultimul zburător                        | 2014          | |
| Dragonheart 4                           | 2017          | prequel al filmului din 1996 Inimă de dragon |

- Regatul secret (The Secret Kingdom, 1998)
- Blood & Chocolate (2007), film fantastic de groază, coproducție SUA, Germania, România și Regatul Unit
- Cavalerul Adolescent (1998), film fantastic canadiano-român
- Fire and Ice: Cronica Dragonilor (2008),  film fantastic de televiziune româno-american
- Im Staub der Sterne (În pulberea de stele, 1976). Regia: Gottfried Kolditz
- Mandroid (1993), regia: Jack Ersgard, cu: Mircea Albulescu, Adrian Pintea[2]
- Strigoi (2009)
- The Shrunken City (1998. Orașul în miniatură)
- Tinerețe fără tinerețe (2007)
- Teorema Zero (2013)
- Little Ghost (Mica fantomă),  film fantastic româno-american
- O poveste obișnuită... o poveste ca în basme (1959), scurtmetraj de Ion Popescu Gopo
- Omega Rose (2015)[3]
- Dracula: The Dark Prince (2013)[4][5][6]

## Vezi și
- Film fantastic
- Film românesc